# Peter Remmert (Fußballspieler)
Peter Remmert (* 9. Juli 2005 in Vechta) ist ein deutscher Fußballspieler auf der Position eines Mittelstürmers. Seit der Saison 2024/25 steht er im Profikader des FC Schalke 04.

## Vereinskarriere

### Anfänge
Remmert wurde am 9. Juli 2005 in Vechta geboren. Er begann 2009 mit dem Fußballspielen beim ortsansässigen SFN Vechta. Dort spielte er bis 2016, ehe er sich Blau-Weiß Lohne anschloss, für die er bis 2020 spielte. Von 2020 bis Januar 2022 spielte er Fußball für den JFV Nordwest. Im Januar 2022 schloss er sich der Jugendmannschaft des VfL Osnabrück an. In seiner letzten Spielzeit für die U19 der Osnabrücker konnte er in elf Ligaspielen vier Tore erzielen und zwei weitere Treffer vorbereiten. Aufgrund von Oberschenkelproblemen, einem Muskelfaserriss und den daraus resultierenden Trainingsrückständen verpasste er den Großteil der Saison.

### FC Schalke 04
Am 22. Juni 2024 wurde bekannt, dass Remmert einen Lizenzspielervertrag bis zum 30. Juni 2028 beim Zweitligisten FC Schalke 04 unterschrieben hat. Bei den Schalkern erhielt er die Rückennummer 39. Während seiner Vorstellung lobte der damalige Sportdirektor Marc Wilmots dessen „gute Beschleunigung, Kraft in seinem Spiel“ und war der Meinung, er bring „die nötigen technischen Fähigkeiten“ mit. Um Spielpraxis zu sammeln, kam er bei FC Schalke 04 II unter Jakob Fimpel zum Einsatz. Im September 2024 erlitt er einen Außenbandriss im Sprunggelenk und kam nach seiner Genesung erneut bei der Zweitvertretung zum Einsatz. Sein erstes Profitor erzielte er am 14. Spieltag gegen den SV Eintracht Hohkeppel. In der Winterpause der Saison 2024/25 wurde er von Kees van Wonderen mit ins Trainingslager nach Belek genommen. Am 28. Februar 2025 gab er beim 1:0-Heimsieg gegen Preußen Münster sein Pflichtspieldebüt, als er in der 78. Minute für Paul Seguin eingewechselt wurde. Dennoch fand er sich überwiegend im Kader der zweiten Mannschaft wieder, in der er in 18 Ligaspielen drei Tore erzielen konnte.
Zur Saison 2025/26 gehörte er unter dem neuen Trainer Miron Muslić während der Saisonvorbereitung wieder zum Kader der Lizenzspielermannschaft. Aufgrund starker Leistungen in den Testspielen und im Training, konnte er sich in der Profimannschaft festspielen. Am 1. August 2025, dem ersten Spieltag der Saison, fand er sich im Eröffnungsspiel gegen Hertha BSC in der Startelf und bereitete das 1:0 durch Moussa Sylla vor. Das Spiel konnten die Schalker mit 2:1 gewinnen.